# Steffen Tippach
Steffen Tippach (* 18. November 1967 in Leipzig) ist ein deutscher Politiker (PDS bzw. Die Linke). Er war von 1994 bis 1998 Mitglied des Deutschen Bundestages, zuvor von 1990 bis 1994 und von 1999 bis 2004 Mitglied des Sächsischen Landtags.

## Leben
Steffen Tippach ist ein Sohn des Ökonomen und PDS-Kommunalpolitikers Lothar Tippach, der 1994 und 1998 für das Leipziger Oberbürgermeisteramt kandidierte.
Nach dem Besuch einer Polytechnischen Oberschule erlernte Steffen Tippach den Beruf Facharbeiter für Eisenbahntransporttechnik. Von 1986 bis 1989 leistete er seinen Wehrdienst in der Nationalen Volksarmee (NVA) ab. Im Anschluss war er bis November 1990 als Assistent der Dispatcherleitung Leipzig der Deutschen Reichsbahn tätig.  
Nach seinen Amtszeiten in Landtag und Bundestag übernahm Tippach im Juli 2005 die Tätigkeit eines Referenten für Europafragen bei den Leipziger Verkehrsbetrieben (LVB) und den Kommunalen Wasserwerken Leipzig (KWL) in Brüssel. Zudem arbeitete er dort als Berater im Generalsekretariat des Europäischen Zentralverbandes der öffentlichen Wirtschaft (CEEP).
Seit Dezember 2007 ist er Geschäftsbereichsleiter Strategie und Beteiligungsmanagement bei den Leipziger Verkehrsbetrieben.

## Politik
Steffen Tippach trat 1987 der SED bei (ab 1990 PDS). Bei den ersten freien Wahlen zum Sächsischen Landtag wurde Tippach 1990 als Abgeordneter der MJV „Junge Linke“ (1992 fusioniert zu JungdemokratInnen/Junge Linke) für die Listenvereinigung Linke Liste-PDS gewählt. Das Mandat dauerte bis 1994. Im Juni 1994 wurde er im Wahlkreis Leipzig-Süd Mitglied des Leipziger Stadtrates. 
Vom 10. November 1994 bis 26. Oktober 1998 war er für eine Wahlperiode Mitglied des Deutschen Bundestages. Dort war er unter anderem Mitglied im Auswärtigen Ausschuss. Er wurde über die Landesliste der PDS in Sachsen in den Bundestag gewählt. 
In der dritten Wahlperiode (1999 bis 2004) war Tippach für die PDS erneut Abgeordneter des Sächsischen Landtages.